# Estación Talca
Talca es una estación que se ubica en la comuna chilena de Talca en la Región del Maule. Fue construida junto con la unión de la vía del ferrocarril Talcahuano-Chillán y Angol con el ferrocarril Estación Alameda-Curicó. 
Fue inaugurada oficialmente el 1 de enero de 1878, aunque el servicios de pasajeros comenzó el 15 de septiembre de 1875. Luego pasó a formar parte de la Red Sur de Ferrocarriles del Estado, siendo parte del Longitudinal Sur. 
Esta estación es cabecera del desaparecido ramal Ramal Talca-Mariposas y del actual Ramal Talca-Constitución, línea que une a Talca con Constitución, de trocha métrica, y es salida del servicio Tren Talca-Constitución.

## Historia

### SigloXIX
En los primeros meses de 1868, la construcción del ferrocarril central de Santiago a Curicó llegaba ya a su término, y la ciudad de Talca se interesó por en la prolongación de la línea hasta su localidad, y para obtenerlo la Municipalidad, en sesión de 4 de julio de 1868, acordó ceder gratuitamente al gobierno los terrenos de su propiedad, situados en la parte norte de la zona urbana para la instalación de la estación de término. La empresa constructora de don Juan Slater proyectaba en 1872 el ferrocarril hasta Chillán, y colocaba la estación de Talca en la calle Uno Norte y Quince Oriente. Este estudio se modificó ubicando la estación tres cuadras más al oeste, en el sitio que ocupa actualmente. Para 1874 las vías seguían siendo construidas para llegar a la comuna de Talca.
En septiembre de 1875 se anunció la terminación de los trabajos; las cuadrillas de obreros colocaban los últimos durmientes y rieles en el propio recinto de la estación. La Municipalidad, en sesión de 7 de septiembre, acordó celebrar diversas fiestas para honrar la llegada del servicio.
Poco después de las cinco y media de la tarde del 15 de septiembre arribó la primera locomotora de pasajeros hasta la estación. Después que descendió la gente que venía desde Molina, a donde había acudido para hacer el primer viaje, encabezados por el Intendente de la provincia de Talca, José Ignacio Vergara, que era el único pasajero del tren que venía directamente de Santiago, se emprendió un desfile hasta la Plaza de Armas.

### SigloXX

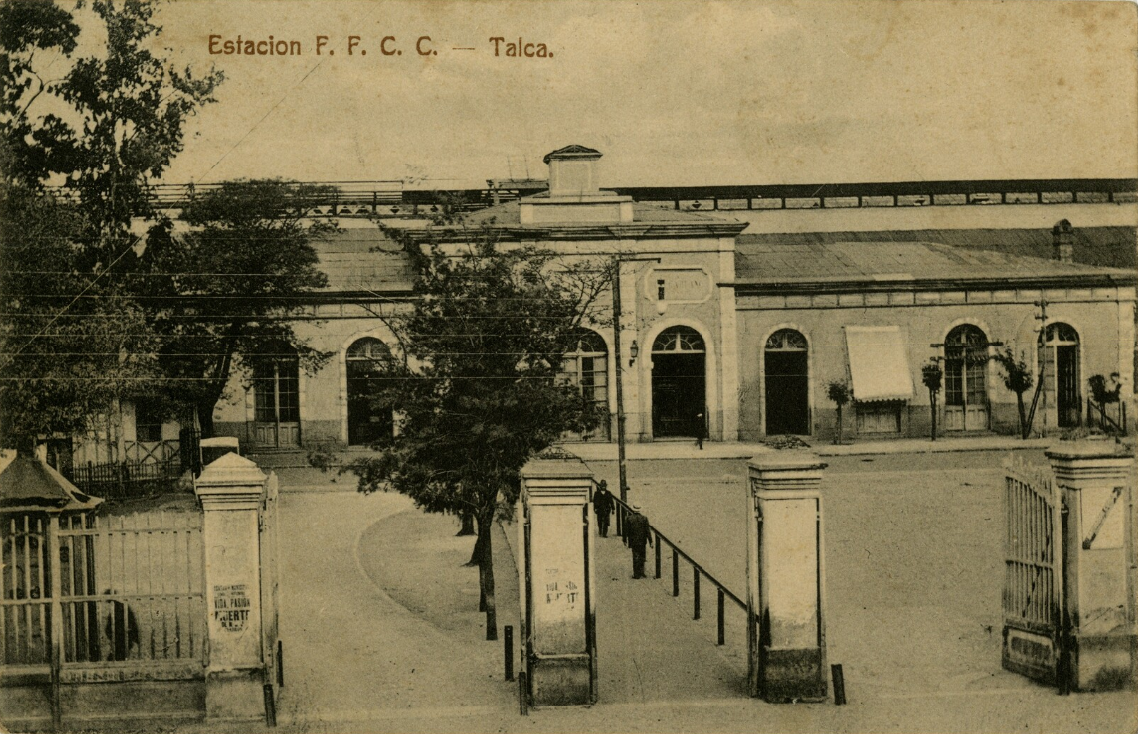
Frontis de la estación en 1927.

En 1890 se expande la estación, añadiendo más terreno y más infraestructura, debido a la construcción del ramal hacia Constitución; el 13 de agosto de 1892 avanza el primer convoy desde la estación Talca hasta estación estación Curtiduría y en 1915 el tren llega a lo que sería la estación Constitución.
Debido a la paralización de las obras entre la estación Talcahuano hasta estación Chillán durante un periodo de tiempo en el que se construía el ferrocarril hacia el sur, recién en 1877 la estación recibió servicios provenientes del sur del país; pero debido a problemas con los horarios de los servicios, no fue sino hasta 1882 cuando existió un servicio que uniera a la capital del país con la ciudad de Talcahuano.
En 1903 se inaugura el ramal Talca - San Clemente, posteriormente fue extendiéndose hasta llegar a la estación Mariposas. Cerró en el año 1977.
El 16 de febrero de 1923 se amplia la casa de alojamiento para maquinistas y fogoneros de la estación; es el 22 de marzo del mismo año que se realzian trabajos para terminar de construir la cubierta de la casa de máquinas de la estación. En 1928 la estación colapsa debido a un terremoto de magnitud 7,92 en escala de Richter.
En 1941 se inician las obras de reemplazo del puente ferroviario sobre la calle 1 Sur, cambiando los tramos metálicos existentes a marcos de concreto armado para permitir el paso vehicular de doble calzada.

### SigloXXI

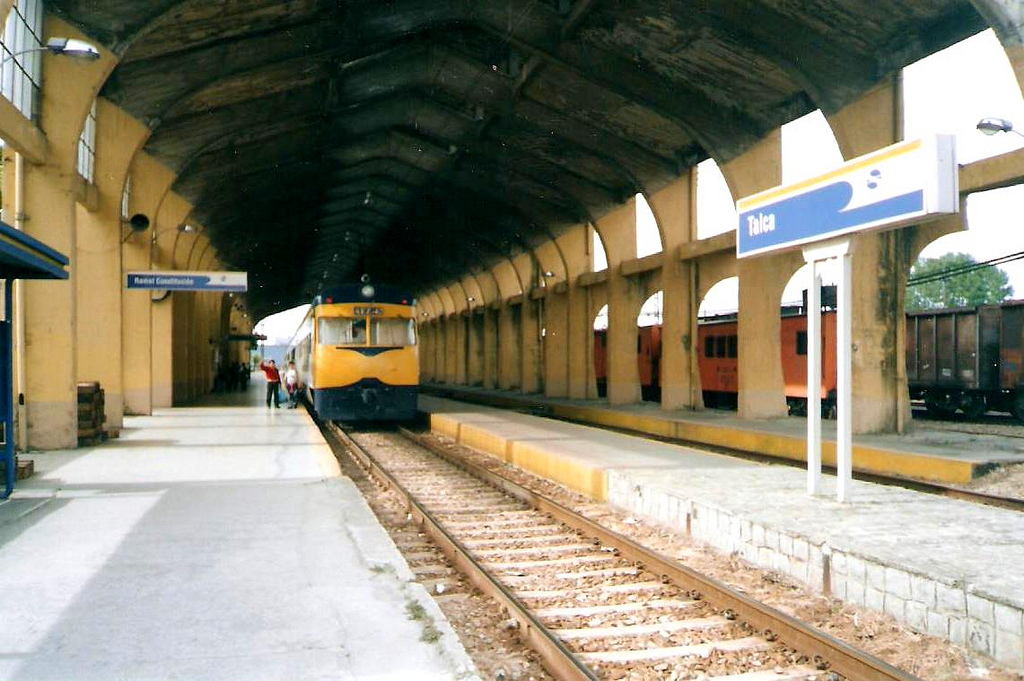
Andenes de la estación en 2004.

En 2001, el edificio de la estación fue remodelado para el nuevo servicio TerraSur Chillán, y desde el año 2002 corre el Automotor Alameda - Talca. En 2003, el servicio TerraSur Temuco comenzó a detenerse en la estación.
Durante la década del 2000, se realizan las detenciones de los servicios TerraSur Chillán, TerraSur Temuco, Expreso Maule (variante del Metrotren) y el buscarril, donde inicia el servicio Regional Talca-Constitución.
La estación Talca se vio severamente dañada por el terremoto del 27 de febrero del año 2010, que afectó a la gran mayoría o prácticamente toda la zona central de Chile. Debido a esto, se construyó un andén provisorio al costado de la estación para que los servicios realizasen sus detenciones.
A inicios de diciembre de 2020, se anunció que se renovará la flota de máquinas, siendo seis nuevos vehículos destinados para este servicio, con los cuales se integrará un servicio expreso con parada en cinco estaciones —Alameda, San Bernardo, Rancagua, Talca y Chillán—. Se espera que las nuevas máquinas lleguen en 2022 y el servicio expreso comience a operar en 2023.

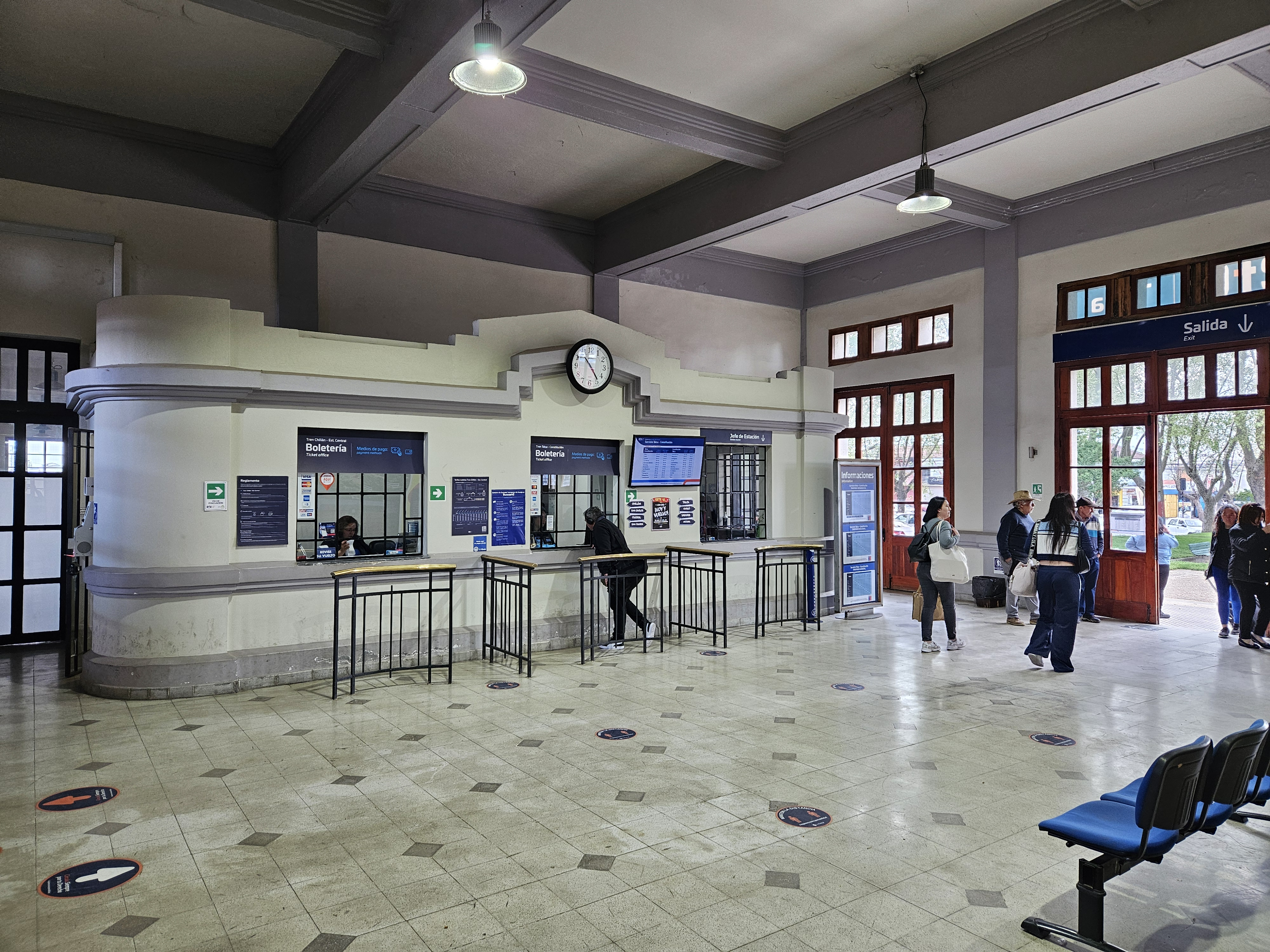
Estación Talca en la ciudad homónima en 2024

El 12 de abril de 2024, el ministro de Transporte y Telecomunicaciones, Juan Carlos Muñoz, en el contexto del inicio de las obras de la reconstrucción de la Estación Curicó, anunció la puesta en marcha del Tren Curicó-Linares para mayo de ese mismo año, incluyendo la estación Talca como parte del circuito.
Con el proceso de modernización del tren Talca-Constitución, iniciaron una serie de trabajos en esta estación. Durante los trabajos de excavación ocurridos en abril de 2025 para construir un galpón destinado a la maestranza y estacionamiento de nuevos buscarriles en el recinto de la estación, se produjo un importante hallazgo arqueológico: grandes estructuras subterráneas de gran tamaño y profundidad, similares a acueductos. El descubrimiento llevó a la paralización de las obras y a la contratación de una empresa especializada en prospección arqueológica. Se espera que el informe técnico permita a la Empresa de los Ferrocarriles del Estado tomar decisiones respecto al futuro del sitio, incluyendo la posible creación de un museo ferroviario en el lugar.

## Servicios ferroviarios
Los servicios sobre este ramal se han realizado con trenes inicialmente de tracción a vapor y luego diésel-eléctrica, como por ejemplo los automotores diésel Edwards (tipo Rt), que posteriormente fueron trasladados a la Red Sur, después de la llegada de los automotores Schindler a la Red Norte, en 1955.[cita requerida]
A partir de los años 60, se han utilizado los buscarriles alemanes Ferrostaal. A inicios de los años 80, y por un corto período, se utilizaron algunas unidades Schindler (ADZ - 1012, ADI - 1055, AI 1113 y 1115), trasladadas desde Los Andes, después de la supresión de servicios internacionales sobre el Ferrocarril Transandino. Los Busescarril Ferrostaal, generalmente llevan una composición de un coche motor (ADIt - Automotor Diésel Primera Clase de Trocha Métrica) y un remolque (AIt - Acoplado Primera Clase de Trocha Métrica).[cita requerida]

## Infraestructura
La nave de los andenes es parecida a la de las estaciones Rancagua y Temuco. Posee un amplio patio con vías de trocha ancha (1,676 m) y angosta métrica (1,000 m) y bitrocha, en Sector de Pasajeros del Patio Estación Talca (sector oeste), y de trocha ancha en el Sector de Carga del Patio Estación Talca (sector este).[cita requerida]
Posee además el Taller Ferroviario Talca, en el que se le hacen mantenciones rutinarias al material rodante del servicio Regional Talca-Constitución.[cita requerida]